# Enmebaragesi
Enmebaragesi var den tjugoandra konungen av Kish i första dynastin enligt sumeriska kungalistan. Han skall enligt den ha härskat i 900 år. En-me-barage-si skall ha kuvat landet Elam och tillfångatogs senare av Dumuzi, "fiskaren" (föregångare till Gilgamesh). 
Enmebaragesi är den förste konungen av Kish från sumeriska kungalistan, vars existens är arkeologiskt bevisad. Detta då två vasfragment från Nippur namnger honom som den som uppförde det första templet där. Han omnämns på fyra andra vasfragment (dock under namnet Mebaragsi) som lugal (kung) av Kish. 
Enmebaragesi omnämns även i Gilgamesheposet Bilgamesh och Aga som far till Aga av Kish. Detta stämmer överens med sumeriska kungalistan, som även den namnger honom som far till Aga. Det faktum att Enmebaragesi verkar ha varit en riktig person pekar på att även Gilgamesh existerat i verkligheten. 
Under den sumeriska renässansen (2300-2200 år före kristus) dedikerade kung Shulgi av Ur en dikt till Gilgamesh. I denna dikt beskrivs hur Gilgamesh tillfångatar Enmebaragesi. Detta går emot vad som står i kungalistan, där Enmebaragesi tillfångatogs av Dumuzi som var kung av Uruk före Gilgamesh. I en annan del av Gilgamesheposet beskrivs hur Gilgamesh erbjuder sin "syster" Enmebaragesi som fru till monstret Huwawa eller Humbaba, vilket lett till diskussion om Enmebaragesis kön. De flesta forskare tror dock att stycket är ett skämt.